# こまき市民活動ネットワーク
こまき市民活動ネットワーク（-しみんかつどう-）は、愛知県小牧市を拠点とするNPO法人。小牧市内で活動するNPO法人やボランティア団体を支援する目的で、同市の青年会議所と商工会議所が2003年2月に設置した"こまき市民活動センター設立準備会"を母体として、2005年4月1日に設立された。2007年4月にNPO法人化。
主な活動としては事務局ともなっている"こまき市民活動センター"の運営と、同市内で行われる様々なイベントの情報配信などを行っているWEBサイトの運営などがある。

## 沿革
- 2003年2月 - こまき市民活動センター設立準備会設置
- 2005年4月1日 - こまき市民活動ネットワーク設立
- 2005年6月1日 - こまき市民活動センターが小牧市市民会館・公民館に開設
- 2007年4月3日 - NPO法人化

## 事務局
愛知県小牧市小牧2丁目107番地 小牧市市民会館・公民館内 こまき市民活動センター